# William Crotch

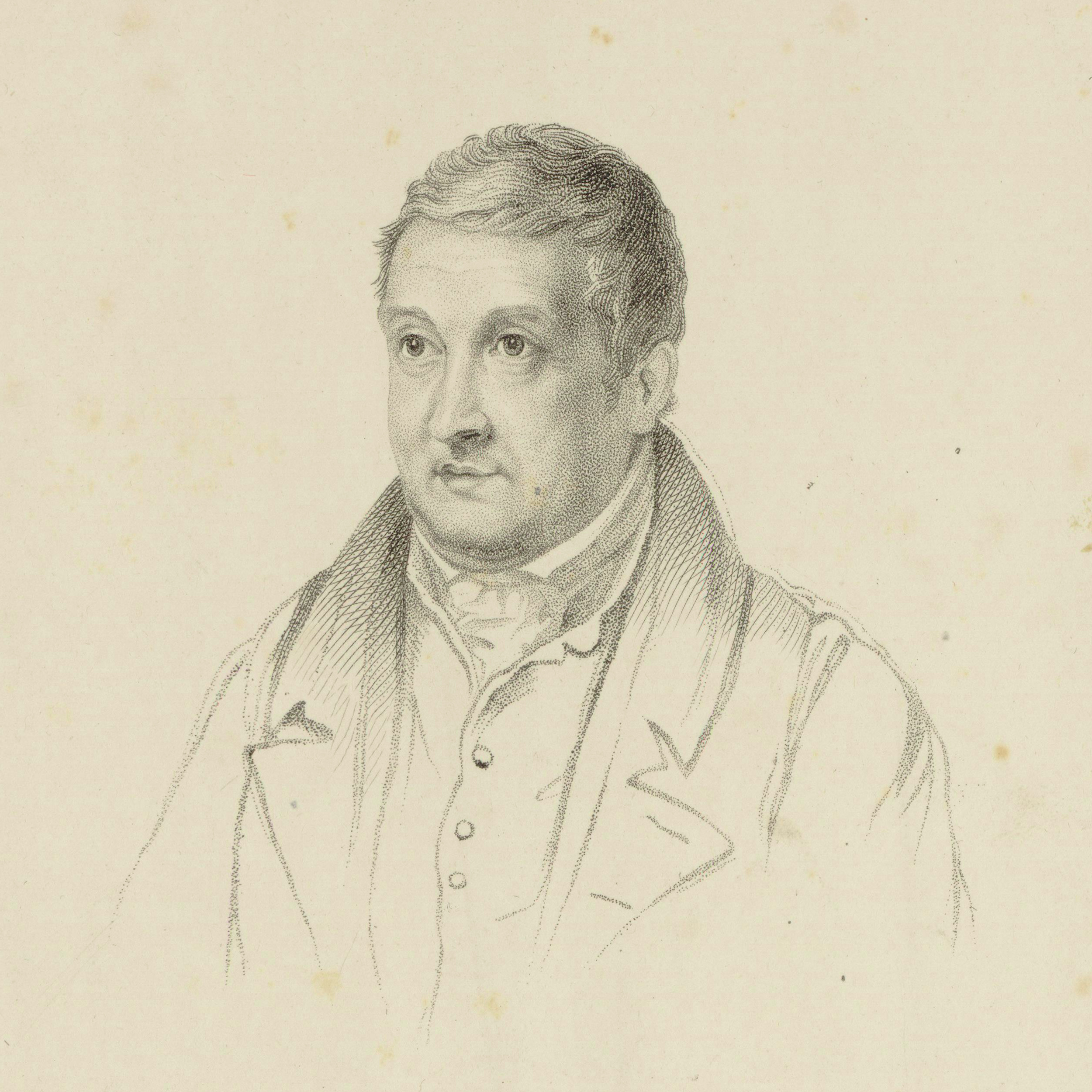
William Crotch, 1820

William Crotch (* 5. Juli 1775 in Norwich; † 29. Dezember 1847 in Taunton) war ein englischer Komponist und Organist, der als musikalische Frühbegabung Aufsehen erregte.

## Leben

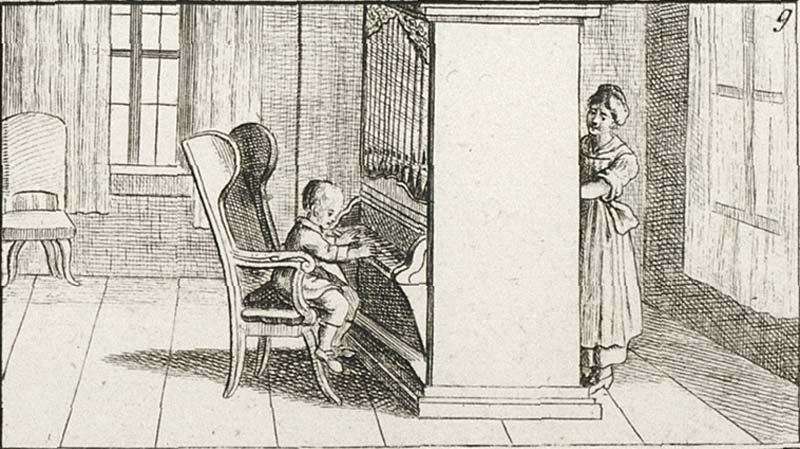
William Crotch, das musikalische Wunderkind in England, aus: Bilder-Akademie für die Jugend, Nürnberg Ende 18. Jh.

William Crotch erregte als musikalische Frühbegabung Aufsehen. Er soll bereits im Alter von 2 Jahren und 3 Monaten in der Lage gewesen sein, auf einer von seinem Vater – einem Zimmermann – konstruierten Orgel die Nationalhymne zu spielen. Der Komponist und Musikhistoriker Charles Burney hielt im Februar 1779 vor der Akademie der Wissenschaften einen Vortrag über das Phänomen des noch nicht Vierjährigen, der inzwischen auch Absolutes Gehör bewiesen hatte. In den folgenden Jahren trat Crotch als musikalisches Wunderkind öffentlich auf, so gab er als Vierjähriger tägliche Konzerte in den Räumlichkeiten eines Hutmachers in Piccadilly/London.
1786 begann William Crotch ein Studium in Cambridge; sein um diese Zeit komponiertes Oratorium The Captivity of Judah wurde 1789 in der dortigen Trinity Hall uraufgeführt. 1788 wechselte Crotch nach Oxford, um dort Theologie zu studieren, verlegte sich allerdings bald wieder auf die Musik, wurde 1790 Organist der Christ Church in Oxford und erwarb 1794 das musikalische Bakkalaureat. 1797 wurde Crotch Universitätsprofessor für Musik sowie Organist des St. John’s College. Um 1807 übersiedelte er nach London, war dort als Lehrer tätig und hielt Vorträge. Crotch befasste sich auch mit der Bildenden Kunst, trat in Kontakt zu John Constable und veröffentlichte 1809 einige Radierungen und Zeichnungen. Zeitweilig war er Mitglied der Philharmonic Society of London. 1822 wurde er zum Leiter der neu gegründeten Royal Academy of Music ernannt. Einer seiner Schüler wurde dort William Sterndale Bennett. Sein Direktorenamt legte er 1832 nieder. 1834 zog Crotch sich aus der Öffentlichkeit zurück und verbrachte die letzten Lebensjahre bei seinem Sohn in Taunton.

## Werk
Crotch komponierte drei Oratorien: Den Stoff The Captivity of Judah vertonte er zweimal, und 1812 schrieb er mit Palestine das erste englische Oratorium seit mehr als vierzig Jahren. Die in das Wunderkind gesetzten Hoffnungen konnte der Erwachsene als Komponist jedoch nicht erfüllen; seine Werke gelten als eher blasser Händel-Nachklang mit Einflüssen Haydns. In England werden noch einige seiner Chorlieder und Anthems gepflegt. Außerdem schrieb er zwei Sinfonien, ein Orgelkonzert und didaktische Werke.